# Pidonia quadrata
Pidonia quadrata là một họ bọ Cánh cứng trong phân họ Lepturinae, họ bọ cánh cứng sừng dài. Loài này phân bố ở Canada, và Hoa Kỳ.